# Coppa Italia 1982-1983 (hockey su pista)
La Coppa Italia 1982-1983 è stata la 16ª edizione della principale coppa nazionale italiana di hockey su pista. Essa è stata organizzata dalla Federazione Italiana Hockey e Pattinaggio. Il trofeo è stato conquistato dall'Amatori Vercelli  per la 1ª volta nella sua storia.

## Risultati

### Quarti di finale
Le gare di andata vennero disputate il 15 giugno 1983. Le gare di ritorno vennero disputate il 18 giugno 1983.
| Squadra 1      | Totale | Squadra 2         | Andata | Ritorno |
| -------------- | ------ | ----------------- | ------ | ------- |
| AFP Giovinazzo | ? - ?  | Follonica         | 7 - 0  | ? - ?   |
| Amatori Lodi   | ? - ?  | Forte dei Marmi   | 10 - 2 | ? - ?   |
| Pordenone      | 8 - 7  | Marzotto Valdagno | 4 - 4  | 4 - 3   |
| Roller Monza   | ? - ?  | Amatori Vercelli  | 3 - 9  | ? - ?   |

### Semifinali
Le gare di andata vennero disputate il 22 giugno 1983. Le gare di ritorno vennero disputate il 25 giugno 1983.
| Squadra 1        | Totale | Squadra 2    | Andata | Ritorno |
| ---------------- | ------ | ------------ | ------ | ------- |
| AFP Giovinazzo   | 7 - 6  | Pordenone    | 4 - 3  | 3 - 3   |
| Amatori Vercelli | 11 - 5 | Amatori Lodi | 5 - 2  | 6 - 3   |

### Finale
| Reggio nell'Emilia 9 luglio 1983 | Amatori Vercelli | 6 – 1 | AFP Giovinazzo |  |

## Campioni
| Vincitore della Coppa Italia 1982-1983 |
| -------------------------------------- |
| Amatori Vercelli 1º titolo             |